# Aeroportul Internațional Grantley Adams
Aeroportul Internațional Grantley Adams (IATA: BGI, ICAO: TBPB) este un aeroport din ID-ul „Qnil” introdus nu este recunoscut de sistem. Utilizați un ID de entitate valid. ce deservește zona Barbados. Aeroportul a fost tranzitat în 2022 de 1.551.170 de pasageri. A fost deschis în 1939.
Situat la o altitudine de 52 m, aeroportul dispune de 1 pistă.

## Infrastructură

### Piste
Aeroportul dispune de o singură pistă. Pista 09/27 are suprafața de asfalt și dimensiunile 3.353 m × 45 m. 